# Stowell Cox (manzana)
Stowell Cox es una variedad cultivar de manzano (Malus domestica). 
Un híbrido del cruce de Cox's Orange Pippin x Democrat. Criado en el Organización de Investigación Científica e Industrial del Commonwealth (CSIRO),  Stowell Avenue, Hobart, Tasmania. Las frutas tienen una pulpa blanca bastante jugosa con un sabor ligeramente ácido.

## Historia
'Stowell Cox' es una variedad de manzana, híbrido del cruce como Parental-Madre de 'Cox's Orange Pippin' x polen del Parental-Padre 'Democrat'. Esta variedad fue desarrollada y cultivada antes de 1974 en la Organización de Investigación Científica e Industrial del Commonwealth (CSIRO),  Stowell Avenue, Hobart, Tasmania] Australia.
'Stowell Cox' se cultiva en la National Fruit Collection con el número de accesión: 1974-322 y Accession name: Stowell Cox.

## Características
'Stowell Cox' árbol de extensión erguida, de vigor moderadamente vigoroso, portador de espuela. Tiene un tiempo de floración que comienza a partir del 12 de mayo con el 10% de floración, para el 17 de mayo tiene una floración completa (80%), y para el 24 de mayo tiene un 90% caída de pétalos. Presenta vecería. Se desarrolla bien en climas secos y fríos.
'Stowell Cox' tiene una talla de fruto grande; forma amplia globoso cónica; con nervaduras débiles medias; epidermis con color de fondo  amarillo, con un sobre color rojo anaranjado, importancia del sobre color medio, y patrón del sobre color rayas / moteado presentando la piel un lavado rojo en la cara expuesta al sol, con pequeñas manchas de "russeting", "russeting" (pardeamiento áspero superficial que presentan algunas variedades) de bajo a medio; cáliz mediano, parcialmente abierto y colocado en una cuenca estrecha y poco profunda; pedúnculo muy largo y delgado, colocado en una cavidad medianamente profunda y medianamente ancha que está muy cubierta de "russeting" y se extiende hasta el hombro con rayos en la superficie; carne es de color crema amarillento. Muy jugoso y dulce con sabores melosos.
Listo para cosechar a mediados de octubre. Se conserva bien durante tres meses en cámaras frigoríficas.

## Usos
Diseñado como una manzana fresca para comer. Muy parecido a 'Cox's Orange Pippin'.

## Ploidismo
Diploide, aunque es autofértil, sin embargo mejora con el polen del Grupo de polinización: E, Día 17.